# Sorin Mihăilescu
Sorin Mihăilescu (n. 1898 – d. 1959) a fost un rugbist român. A participat cu echipa de rugbi la Jocurile Olimpice de vară din 1924 desfășurate la Paris - olimpiadă la care echipa României a obținut medalia de bronz, prima medalie cucerită de un român la o olimpiadă.

## Legături externe
- Sorin Mihăilescu la Comitetul Olimpic și Sportiv Român (arhivat)
- en Sorin Mihăilescu la Olympedia.org